# Oparinisis parkeri
Oparinisis parkeri är en korallart som beskrevs av Philip Alderslade 1998. Oparinisis parkeri ingår i släktet Oparinisis och familjen Isididae. Inga underarter finns listade i Catalogue of Life.